# Elsa Pataky

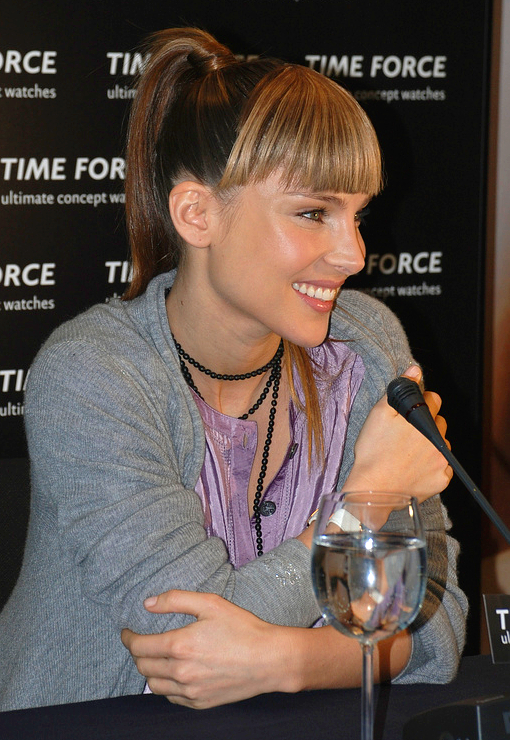
Elsa Pataky (2007)

Elsa Pataky, właśc. Elsa Lafuente Medianu (ur. 18 lipca 1976 w Madrycie) – hiszpańska aktorka.

## Kariera
Zamiłowanie do aktorstwa wzbudził u niej dziadek, który był węgierskim aktorem.
Pierwszą rolą telewizyjną Pataky był udział w serialu Al salir de clase w 1997. Serial szybko stał się popularny, pomogło jej to w dalszej karierze. Jej debiutancki film fabularny El arte de morir był hitem kasowym w Hiszpanii. Główna rola w filmie Ninette przyniosła jej jednomyślne uznanie krytyków. W 2006 rozpoczęła karierę filmową w USA drugoplanową rolą w Wężach w samolocie.

## Życie prywatne
Pataky jest córką hiszpańskiego biochemika José Francisco Lafuente i Cristiny Pataky Medianu, publicystki rumuńskiego i węgierskiego pochodzenia (rozwiedli się kiedy Elsa była jeszcze mała). Pataky studiowała dziennikarstwo na Universidad de San Pablo.
Biegle włada językiem hiszpańskim, angielskim, rumuńskim, włoskim oraz francuskim.
Mężem Elsy jest aktor Chris Hemsworth, pobrali się 25 grudnia 2010. 11 maja 2012 w Londynie parze urodziła się córka India Rose, a 18 marca 2014 bliźniacy – Tristan i Sasha.

## Filmografia
- 1997: Solo en la buhardilla, jako dziewczyna
- 2000: El Arte de Morir, jako Candela
- 2000: Tatawo, jako Blanqui
- 2000: Menos es Más, jako Diana
- 2001: Boskie jak diabli (Sin noticias de Dios), jako kelnerka w piekle
- 2001: Noc Trzech Króli (Noche de reyes), jako Marta Cuspineda
- 2002: Clara
- 2002: Peor Imposible, ¿Qué puede fallar?, jako Fátima
- 2003: Beyond Re-Animator, jako Laura Olney
- 2003: El Furgón, jako Nina
- 2003: Atraco a las 3... y Media, jako Katya
- 2004: Romasanta, jako Barbara
- 2004: Tiovivo c. 1950, jako Balbina
- 2005: Iznogud, jako Prehti-Ouhman
- 2005: Ninette, jako Ninette Sánchez
- 2005: Robots, jako Cappy
- 2005: Świąteczna opowieść (Películas para no dormir: Cuento de navidad), jako Ekran
- 2006: Węże w samolocie (Snakes on a Plane), jako Maria, pasażerka z synem
- 2007: Manuale d'amore 2, jako Cecilia
- 2008: Máncora, jako Ximena Saavedra
- 2008: Skate or Die – Deska lub śmierć (Skate or Die), jako Dany
- 2008: Santos, jako Laura Luna
- 2009: Giallo: Kolekcjoner piękna (Giallo), jako Celine
- 2009: Zgotuj im piekło, Malone (Give 'em Hell, Malone), jako Evelyn
- 2010: Mr. Nice, jako Ilze
- 2010: Di Di Hollywood, jako Diana Diaz
- 2011: La importancia de ser Ornesto
- 2011: Szybcy i wściekli 5 (Fast Five), jako Elena Neves
- 2011: Where the Road Meets the Sun, jako Micheller
- 2011: Goryl Śnieżek w Barcelonie (Copito de nieve), jako czarownica z północy
- 2013: The Wine of Summer, jako Veronica
- 2013: All Things to All Men, jako Sophia Peters
- 2013: Szybcy i wściekli 6 (Fast&Furious 6), jako Elena Neves
- 2015: Szybcy i wściekli 7 (Fast Seven) jako Elena Neves
- 2017: Szybcy i wściekli 8 (The Fate of the Furious) jako Elena Neves

### Seriale telewizyjne
- 1997–2001: Al salir de clase, jako Raquel
- 1998: Tio Willy
- 1998: La vida en el aire
- 2000: Hospital central, jako Maribel
- 2000–2001: Królowa miecza (Queen of Swords), jako Vera Hidalgo
- 2002: Paraíso, jako Luisa
- 2003: 7 vidas, jako Cristina
- 2003–2004: Rodzina Serrano (Los Serrano), jako Raquel Albaladejo
- 2009: Mujeres asesinas 2, jako Paula Moncada
- 2018: Tidelands, jako Adrielle